# تل آق تپه
تل آق تپه مربوط به دوران پیش از تاریخ ایران باستان است و در شهرستان مرودشت، بخش مرکزی، روستای فالونک واقع شده و این اثر در تاریخ ۱۲ بهمن ۱۳۸۱ با شمارهٔ ثبت ۷۳۲۰ به‌عنوان یکی از آثار ملی ایران به ثبت رسیده است.